# Віта (Авіла)
Віта (ісп. Vita) — муніципалітет в Іспанії, у складі автономної спільноти Кастилія-і-Леон, у провінції Авіла. Населення — 98 осіб (2010).
Муніципалітет розташований на відстані близько 120 км на захід від Мадрида, 30 км на північний захід від Авіли.

## Демографія
Динаміка населення (INE ):